# Harbansus mayeri
Harbansus mayeri is een mosselkreeftjessoort uit de familie van de Philomedidae. De wetenschappelijke naam van de soort is voor het eerst geldig gepubliceerd in 1978 door Kornicker.